# Efteling Bosrijk
Bosrijk is een vakantiepark van attractiepark de Efteling in de Nederlandse gemeente Loon op Zand. Het vakantiepark opende op 11 december 2009. Het vormt de vervanging voor het veel grotere project Droomrijk (3500 bedden) dat onder druk van de milieubeweging en door een negatieve uitspraak van de Raad van State in 2004 van tafel verdween. Het is naast het Efteling Wonder Hotel en het Efteling Grand Hotel een mogelijkheid om bij de Efteling te overnachten.
Het park is 17 hectare groot en bestaat uit 203 Dorpshuysen, Boshuysen en appartementen in het Landhuys of Poorthuys, geschikt voor 4, 6, 8, 12 of 24 personen. Enkele huisjes en appartementen hebben speciale voorzieningen voor gehandicapten. Ook is er in het park een grand café en een waterspeelplaats voor kinderen te vinden. In totaal zijn er ongeveer 1550 bedden en de thematisering en entertainment staan in het teken van Klaas Vaak. Het park is op 11 december 2009 om 00:42:42 geopend. De bouw van het park heeft circa 52 miljoen euro gekost en was daarmee de grootste investering van de Efteling tot dan toe. In 2015 draaide Efteling Bosrijk een omzet van 16,2 miljoen euro, een stijging van 18,2% ten opzichte van het jaar ervoor.

## Geschiedenis
In 1960 werd in de buurt van de Efteling het Kraanven geopend, een kleine camping met 40 bungalows. Na 25 jaar was het bungalowpark echter niet meer rendabel genoeg en ging het Kraanven failliet. Dit hield de Efteling echter niet tegen om te denken over een toekomstig groter bungalowpark dat wel rendabel zou zijn.
In 1997 kwam een nieuw bestemmingsplan voor de uitbreidingen van de Efteling. In dit bestemmingsplan was te zien dat de Efteling van plan was een grootschalig bungalowpark te bouwen onder de naam Droomrijk. Na enkele protesten van natuurorganisaties trok partner Roompot zich in 2004 terug. Hierdoor werd Droomrijk niet gerealiseerd.
De Efteling wilde het plan om een bungalowpark te bouwen echter niet opgeven. Daarom ging het in gesprek met verschillende organisaties, zoals Natuurmonumenten en de Brabantse Milieufederatie. Door middel van een compromis dat deze partijen sloten, ontstond Bosrijk. In ruil voor de bouw van Bosrijk droeg de Efteling het terrein van het Kraanven over aan Natuurmonumenten. Ook werd er een minder groot bungalowpark gerealiseerd. Bosrijk opende namelijk met 1150 bedden, terwijl er in Droomrijk plaats was voor 3500 bedden.
In het voorjaar van 2007 werd er concreet aan een opzet van Bosrijk gewerkt. In september 2008 begon de bouw van Efteling Bosrijk. Fons Jurgens, directeur van De Efteling op 22 mei 2015 aan dat er 51 nieuwe accommodaties zouden worden gebouwd op Efteling Bosrijk, met in totaal 400 extra bedden.

## Accommodaties

### Het Poorthuys

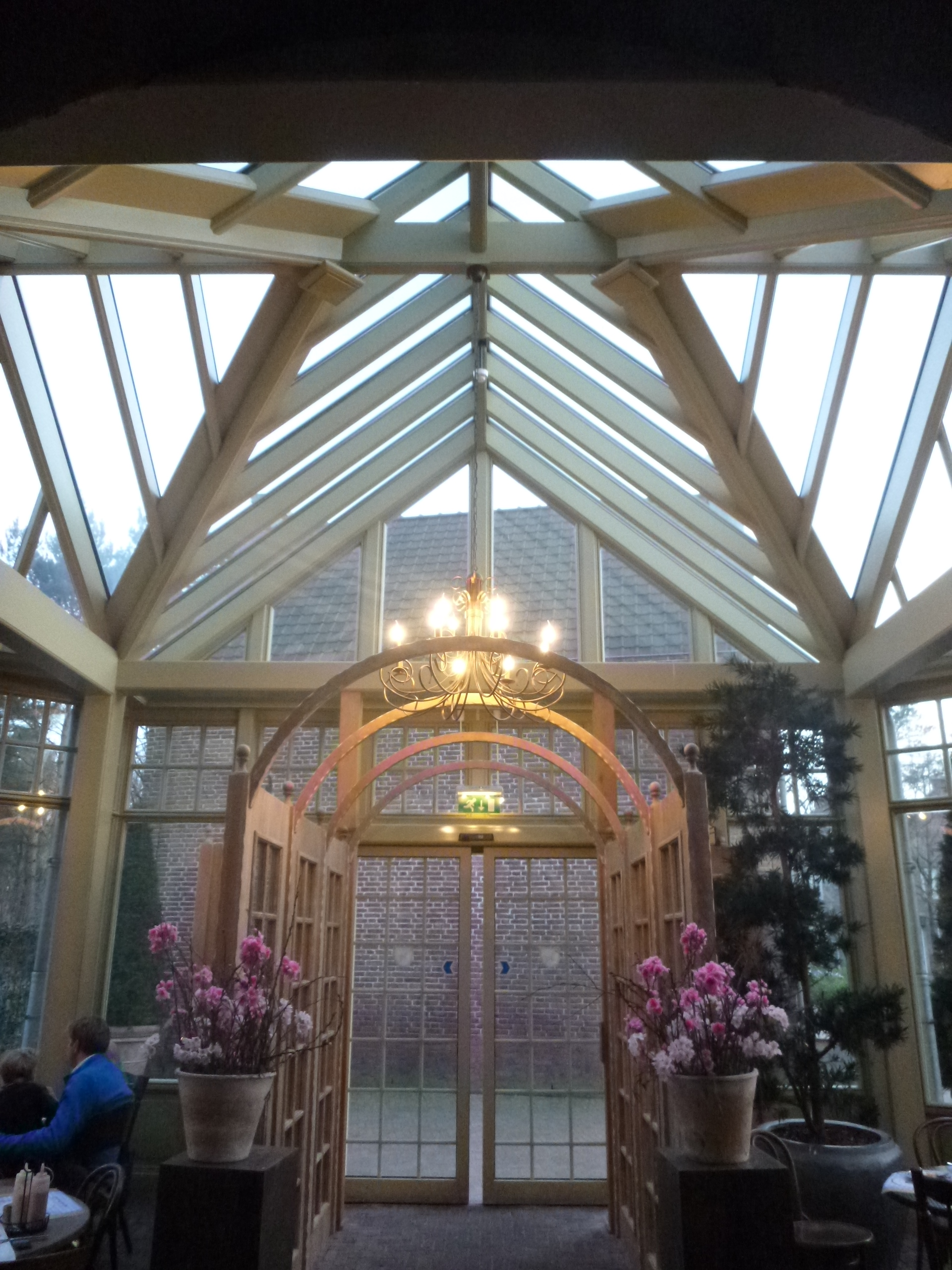
Serre in het Eethuys, het restaurant

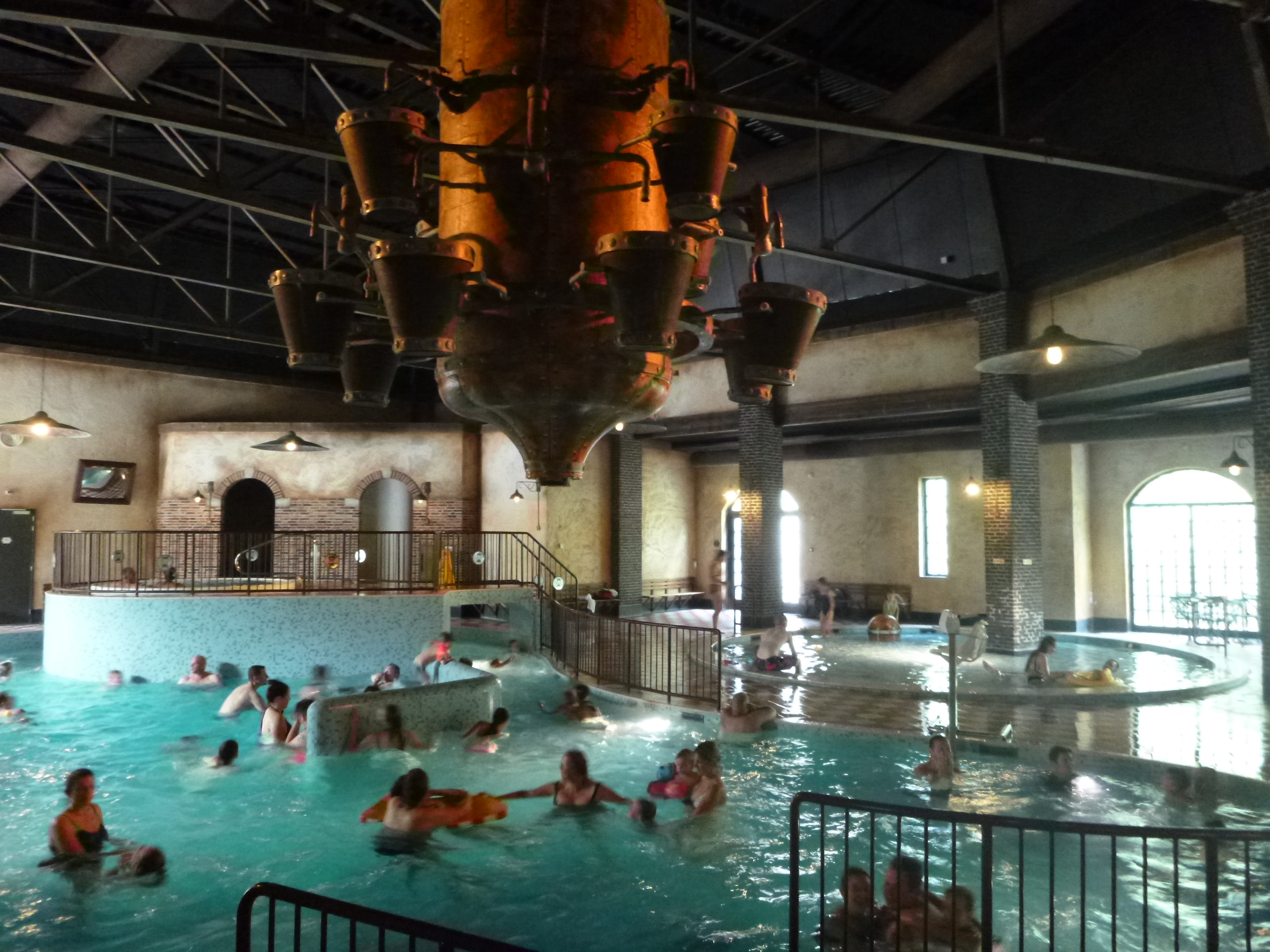
Het Badhuys

Het Poorthuys vormt de entree tot Efteling Bosrijk. In dit complex zitten de receptie, het Badhuys (zwembad voor gasten van Bosrijk en Wonder Hotel), het Eethuys (horeca/restaurant), het Kleyn Waerenhuys (kleine souvenirwinkel met ook enkele zuivelproducten) en 24 appartementen voor vier personen. Het Poorthuys heeft een centrale ligging, waardoor deze accommodaties het dichtst bij de Efteling liggen.

### Het Landhuys
Het Landhuys ligt achteraan het park en heeft voor een groot deel uitzicht op het Efteling Golfpark. In het Landhuys zijn, net als in het Poorthuys, appartementen gevestigd voor vier personen. In totaal bevinden zich hier 54 accommodaties. Achter de entree van het appartementencomplex ligt de Huyskamer, een soort ontmoetingsruimte voor gasten die in het Landhuys overnachten. De Huyskamer kan ook worden ingezet als evenementenlocatie voor Efteling Evenementen.

### Boshuys
In Bosrijk zijn, verspreid over het gehele park, 104 vrijstaande Boshuysen te vinden. Deze liggen in de duinen, in het bos of aan het water. Deze accommodaties bieden plaats aan zes of acht personen. Er zijn enkele VIP-Boshuysen, waar mensen ook gebruik van een sauna kunnen maken.  

### Dorpshuys
Er zijn in totaal 64 'rijtjeshuysen' te vinden in Bosrijk. Deze 'huysen' liggen aan een centraal dorpsplein en zijn geschikt voor zes of acht personen. In Bosrijk zijn drie dorpspleinen te vinden. 

### Boshoeve
Tot slot zijn er acht Boshoeven te vinden die per twee zijn gehuisvest in een groot gebouw dat doet denken aan een boerderij. De Boshoeven kunnen los geboekt worden voor 12 personen, maar het is ook mogelijk om de twee Boshoeves te koppelen en zo een accommodatie voor 24 personen te creëren.

## Onderscheidingen
- 2014 - BungalowSpecials Award: Beste Bungalowpark van Nederland.[4]
- 2015 - BungalowSpecials Award: Beste Bungalowpark van Nederland.[4]
- 2016 - BungalowSpecials Award: Beste Bungalowpark van Nederland.[4][5]
- 2017 - BungalowSpecials Award: Beste Bungalowpark van Nederland.[4][6]